# Joachim Schlichting
Joachim Schlichting (né le 1er février 1914 à Cassel et mort le 7 juillet 1982 à Bâle) est un aviateur militaire allemand.
Pilote de la Luftwaffe, il est actif durant la guerre d'Espagne (Légion Condor) et la Seconde Guerre mondiale (Jagdgeschwader 27).
Il compte 8 victoires aériennes dont cinq obtenues durant la guerre d'Espagne.
Il est décoré de la Croix de chevalier de la croix de fer.